# Правителство на Гълъб Донев 2
Второто служебно правителство на Гълъб Донев е сто и първото правителство на Република България (деветото служебно). То действа от 3 февруари 2023 г., назначено с указ № 27 на президента Румен Радев.

## Кабинет
В състава му влизат следните министри:
| министерство                                              | име | име                        | партия     |
| --------------------------------------------------------- | --- | -------------------------- | ---------- |
| министър-председател                                      |     | Гълъб Донев                | безпартиен |
| заместник министър-председател,1 труд и социална политика |     | Лазар Лазаров              | безпартиен |
| заместник министър-председател,2 вътрешни работи          |     | Иван Демерджиев            | безпартиен |
| заместник министър-председател,3 транспорт и съобщения    |     | Христо Алексиев            | ИТН        |
| заместник министър-председател4                           |     | Атанас Пеканов             | безпартиен |
| финанси                                                   |     | Росица Велкова-Желева      | безпартиен |
| отбрана                                                   |     | Димитър Стоянов            | безпартиен |
| здравеопазване                                            |     | Асен Меджидиев             | безпартиен |
| регионално развитие и благоустройство                     |     | Иван Шишков                | безпартиен |
| образование и наука                                       |     | Сашо Пенов                 | безпартиен |
| външни работи                                             |     | Николай Милков             | безпартиен |
| правосъдие                                                |     | Крум Зарков                | БСП        |
| култура                                                   |     | Найден Тодоров             | безпартиен |
| околна среда и води                                       |     | Росица Карамфилова-Благова | безпартиен |
| земеделие                                                 |     | Явор Гечев                 | БСП        |
| икономика и индустрия                                     |     | Никола Стоянов             | безпартиен |
| енергетика                                                |     | Росен Христов              | безпартиен |
| иновации и растеж                                         |     | Александър Пулев           | безпартиен |
| туризъм                                                   |     | Илин Димитров              | ПП-ДБ      |
| младеж и спорт                                            |     | Весела Лечева              | БСП        |
| електронно управление                                     |     | Георги Тодоров             | безпартиен |

1. ↑  Указ № 27 за назначаване на служебно правителство от 3 февруари 2023 г.
2. ↑  Румен Радев назначи с указ новия служебен кабинет, смени един министър //   Посетен на 2023-02-02. (на български)

- 1: – отговарящ за социалните политики.
- 2: – отговарящ за обществен ред и сигурност.
- 3: – отговарящ за икономическите политики.
- 4: – отговарящ за управление на европейските средства.

### Промени в кабинета

#### от 3 май 2023
- На 3 май 2023 г. Николай Милков е освободен от поста като външен министър за да поеме поста посланик на България в НАТО.[1]

| министерство  | име | име         | партия     |
| ------------- | --- | ----------- | ---------- |
| външни работи |     | Иван Кондов | безпартиен |